# 요시카와촌 (오카야마현)
요시카와촌(吉川村)은 오카야마현 조보군에 있던 촌이다. 현재의 기비추오정의 일부에 해당한다.